# Kujawsko-Dobrzyńska Spółdzielnia Handlowa w Rypinie
Kujawsko Dobrzyńska Spółdzielnia Handlowa w Rypinie (KDSH) – sieć 24 sklepów działających na terenie Rypina, o łącznej powierzchni około 5 tysięcy m². Tradycja firmy sięga 1945 roku, kiedy to założono SPOŁEM Powszechną Spółdzielnię Spożywców w Rypinie. W 1946 roku powstała pierwsza piekarnia, zaopatrująca sieć we własne produkty.
Sieć handlowa spółdzielni stanowi 15 sklepów ogólnospożywczych. Kilka placówek ma ponad 300 m² i oferuje po około 14 000 produktów. Większość placówek działa pod szyldami Polskiej Grupy Supermarketów (Top Market, Minuta 8, Delica), po jednej – w sieci Lewiatan i Delikatesy Centrum. Niemal wszystkie sklepy KDSH działają we własnych lokalach.

## Historia
Wiosną 1945 roku w Rypinie powstała Powszechna Spółdzielnia Spożywców, której pierwszym prezesem został Jan Wąsak, prezes chóru „Lutnia”. W tym czasie spółdzielnia dysponowała kilkoma sklepami i piekarnią, rok później także masarnią, a wkrótce również rozlewnią wód gazowanych.
W 1953 powołano konkurencyjne przedsiębiorstwo handlowe o nazwie Miejski Handel Detaliczny, które jednak nie zagroziło dominującej pozycji spółdzielni, liczącej w sierpniu 1958 roku 2500 członków i zatrudniającej 216 pracowników.
W 1958 powstał pierwszy pawilon handlowy przy ul. 3 Maja. W 1960 roku spółdzielnia posiadała trzy piekarnie (przy ulicy Warszawskiej, Mławskiej i Kościuszki), ciastkarnię i wytwórnię wód gazowanych przy ówczesnej ulicy Armii Czerwonej, masarnię przy ulicy Kilińskiego, pięć tzw. sklepów ogólnospożywczych, pięć sklepów masarniczych, pięć sklepów z nabiałem, trzy sklepy z artykułami gospodarstwa domowego, dwa obuwnicze, dwa chemiczne, pięć warzywno-owocowych, dwa z materiałami budowlanymi, dwa tekstylne, komis, sklep z artykułami przecenionymi, dwie restauracje przy ulicy Kościuszki 4 i 21 stycznia 38, kawiarenkę w Domu Kultury, bar mleczny na Placu Sienkiewicza 4 i bufet na dworcu PKP, a także bar „Marylka” przy zbiegu ulic Armii Czerwonej i Mławskiej. Cała infrastruktura PSS budowana była z funduszy rad narodowych.
W następnych latach sieć dynamicznie się rozwijała, oddając do użytku kolejne sklepy: Spółdzielczy Dom Handlowy Znicz (marzec 1965), pawilon handlowy przy ul. Nowe Osiedle, sklep osiedlowy Blaszak (styczeń 1987), który w 1999 r. został odnowiony i przekształcony w supermarket.
W 1974 roku Powszechną Spółdzielnię Spożywców przyłączono do WSS „Społem” w Bydgoszczy, nadając jej nazwę Wojewódzka Spółdzielnia Spożywców „Społem” oddział w Rypinie. Zarządzała ona 30 sklepami spożywczymi, 10 przemysłowymi, Spółdzielczym Domem Handlowym, ośmioma straganami i kioskami, pięcioma lokalami gastronomicznymi i bufetem dworcowym, masarnią, wytwórnią wód gazowanych, trzema piekarniami i wytwórnią lodów. Zatrudniała wówczas około 400 pracowników oraz szkoliła ponad 50 uczniów. Po reformie administracyjnej w 1975 roku WSS Rypin stała się oddziałem WSS we Włocławku, która w 1982 wróciła do nazwy Powszechna Spółdzielnia Spożywców (PSS). 27 marca 1990 r. WSS podzieliła się na 5 niezależnych PSS-ów: Aleksandrów Kujawski, Ciechocinek, Lipno, Rypin i Włocławek.
W 2002 roku Powszechna Spółdzielnia Spożywców przekształcona została w Kujawsko-Dobrzyńską Spółdzielnię Handlową. Pierwszą inwestycją po zmianie nazwy był market „Rypiniak” przy ulicy Lissowskiego.
Współcześnie Spółdzielni udało się zająć dominującą pozycję w 20-tysięcznym Rypinie i okolicach, a jej jedynym poważnym konkurentem są markety sieci „Biedronka”.